# مايكل غراهام
مايكل غراهام (بالإنجليزية: Michael Graham)‏  (و. 1972  م) هو ممثل، ومغني، وكاتب أغاني أيرلندي.

## وصلات خارجية
- مايكل غراهام على موقع IMDb (الإنجليزية)
- مايكل غراهام على موقع ميوزك برينز (الإنجليزية)
- مايكل غراهام على موقع أول ميوزيك (الإنجليزية)
- مايكل غراهام على موقع ديسكوغز (الإنجليزية)
- مايكل غراهام على موقع قاعدة بيانات الفيلم (الإنجليزية)

- مايكل غراهام في قاعدة بيانات الأفلام على الإنترنت